# نخستین تهاجم ایرانیان به یونان
اولین تهاجم ایران به یونان بین سال‌های ۴۹۲ تا ۴۹۰ قبل از میلاد، به عنوان بخشی از جنگ‌های یونان و ایران، انجام شد. این تهاجم با پیروزی قاطع آتنی‌ها بر امپراتوری هخامنشی در نبرد ماراتن به پایان رسید. این تهاجم شامل دو لشکرکشی مجزا بود و توسط داریوش بزرگ، پادشاه ایران، فرماندهی شد. هدف او مجازات آتن و اِرتِریا بود، زیرا این شهرها از شورش ایونیایی‌ها حمایت کرده بودند. علاوه بر این، داریوش تسخیر یونان را فرصتی برای گسترش قلمرو خود به جنوب شرق اروپا و تضمین امنیت مرزهای غربی امپراتوری هخامنشی می‌دید.
لشکرکشی اول در سال ۴۹۲ قبل از میلاد، توسط فرمانده ایرانی، ماردونیوس، رهبری شد. او تراکیه را دوباره تحت کنترل درآورد و مقدونیه را به یک پادشاهی تابع کامل امپراتوری هخامنشی تبدیل کرد. مقدونیه از اواخر قرن ششم قبل از میلاد—احتمالاً در سال ۵۱۲ قبل از میلاد—به عنوان دست‌نشانده ایران شناخته می‌شد. Velichko, Konstantin; Novitsky, Vasily; Schwartz, Alexey von; Apushkin, Vladimir; Schoultz, Gustav von (1912). با این حال، پیشروی بیشتر متوقف شد، زیرا ناوگان ماردونیوس در طوفانی در نزدیکی کوه آتوس نابود شد. سال بعد، داریوش پس از نشان دادن نیات خود، فرستادگانی به تمام نقاط یونان فرستاد و خواستار تسلیم آن‌ها شد. تقریباً همه شهرها تسلیم شدند، به جز آتن و اسپارت، که فرستادگان او را اعدام کردند. با مقاومت آتن و اعلام جنگ اسپارت علیه ایران، داریوش دستور لشکرکشی دیگری برای سال بعد را صادر کرد.
لشکرکشی دوم ایران در سال ۴۹۰ قبل از میلاد، توسط فرماندهان ایرانی، داتیس و آرتافرنس، رهبری شد. این لشکرکشی ابتدا به ناکسوس رفت، که تصرف و سوزانده شد، و سپس به سایر جزایر سیکلاد رفت و هر یک را به امپراتوری هخامنشی ضمیمه کرد. پس از رسیدن به یونان، آن‌ها در اِرتِریا فرود آمدند، آن را محاصره کردند و پس از مدت کوتاهی، شهر را تصرف کردند. اهالی اِرتِریا به بردگی گرفته شدند و شهرشان سوزانده شد. در نهایت، لشکرکشی به آتیکا رفت و در ماراتن فرود آمد، در مسیر آتن. در آنجا، آن‌ها با ارتش کوچک‌تری از آتنی‌ها مواجه شدند، که با این حال موفق به کسب پیروزی چشمگیری شدند.

این شکست مانع از موفقیت کامل لشکرکشی شد، و سپاه ایران به آسیای غربی بازگشت، اگرچه بیشتر اهداف خود را محقق کرده بود: مجازات ناکسوس و اِرتِریا، تسلط بر بخش‌های زیادی از دریای اژه، و ادغام کامل مقدونیه. اهداف تحقق نیافته این لشکرکشی باعث شد داریوش برای تهاجم بزرگ‌تری به یونان آماده شود، با هدف تسخیر کامل آن و مجازات آتن و اسپارت. با این حال، اختلافات داخلی در امپراتوری هخامنشی این لشکرکشی را به تأخیر انداخت، و داریوش در نهایت به دلیل کهولت سن درگذشت. بنابراین، این وظیفه به پسرش، خشایارشا اول، محول شد تا دومین تهاجم ایران به یونان را در سال ۴۸۰ قبل از میلاد آغاز کند.